# Super Science Stories
Super Science Stories (en español Super historias de ciencia) fue una revista pulp estadounidense de ciencia ficción propiedad de Popular Publications que se publicó desde 1940 a 1943, y nuevamente desde 1949 a 1951. Popular la puso en marcha bajo el pie de imprenta Fictioneers, que utilizaba para revistas que pagaban menos de un centavo por palabra a los escritores. Se contrató a Frederik Pohl como editor a fines de 1939, quien tenía 19 años; él también editó Astonishing Stories, una revista de ciencia ficción hermana. Tras la salida de Pohl a mediados de 1941, el cargó editorial lo ocupó Alden H. Norton, que recontrataría a Pohl como asistente unos meses más tarde. El presupuesto que Popular destinó a Pohl era bastante bajo, por lo que la mayoría de los manuscritos que se presentaban a Super Science Stories ya habían sido rechazados por aquellas revistas que remuneraban menor; esto hizo difícil la adquisición de buena ficción, sin embargo, Pohl fue capaz de adquirir para los primeros números historias de los Futurians, un grupo de jóvenes aficionados a la ciencia ficción y aspirantes a escritores.
Tras su lanzamiento, la revista tuvo inmediato éxito por lo que Popular incrementó ligeramente el presupuesto de Pohl; ello le permitió pagar una tasa de bonificación ocasional. Pohl escribió varias historias para completar la revista y aumentar su sueldo; además, se las arregló para obtener relatos de escritores tales como Isaac Asimov y Robert Heinlein, que posteriormente serían muy conocidos. Después del ingreso de Pohl al ejército a principios de 1943, la escasez de papel durante la guerra llevó a que Popular interrumpiera la publicación de Super Science Stories. El último número de la primera etapa fue editada en mayo de ese año. En 1949 el título fue revivido con Ejler Jakobsson como editor; esta versión, que incluyó la reimpresión de varias historias, duró aproximadamente tres años hasta su última edición en agosto de 1951. Una reedición canadiense de la primera etapa incluye tanto el material de Super como de Astonishing Stories; fue inusual que se imprimera ficción original en lugar de solo reimpresiones. Para la segunda etapa, también se reimprimieron ediciones en Canadá, y se incluyó también una versión británica.
La revista nunca se consideró como uno de los títulos más importantes de este género, pero recibió positivos elogios de la crítica especializada e historiadores de la ciencia ficción. El historiador Raymond Thompson la describió como «una de las revistas más interesantes que aparecieron durante la década de 1940», a pesar de la heterogénea calidad de las historias. Por otro lado, los críticos Brian Stableford y Peter Nicholls comentaron que la revista «tuvo una gran importancia en la historia de la ciencia ficción de lo que la calidad de sus historias sugieren; fue un campo de entrenamiento importante».

## Historia de la publicación
Aunque la ciencia ficción había sido publicada antes de la década de 1920, no comenzó a configurarse como género sino hasta la aparición de Amazing Stories en 1926, una revista pulp publicada por Hugo Gernsback. A fines de la década de 1930, el campo estaba pasando por su primer auge, y varias nuevas revistas iniciaron su publicación en 1939. Sin embargo, la Segunda Guerra Mundial y la consecuente falta papel llevó a la desaparición de varios títulos. A fines de 1940 el mercado comenzó a recuperarse, pasando de un mínimo de ocho revistas activas en 1946 a veinte en 1950, hasta llegar a 22 publicaciones en 1954.
Frederik Pohl, un fan y aspirante a escritor visitó a Robert Erisman, el editor de Marvel Science Stories y Dynamic Science Stories, con el fin de solicitar trabajo, quien tras señalarle que no tenía un puesto para él, le sugirió que Popular Publications, la editorial líder de revistas pulp, estaba empezando una nueva línea de revistas de bajo presupuesto y podría estar interesado en la adición de un título de ciencia ficción. El 25 de octubre de 1939, Pohl visitó a Rogers Terrill en Popular, que lo contrató inmediatamente a la edad de diecinueve años, con un salario de diez dólares por semana. A Pohl se le dieron dos revistas para editar: Super Science Stories y Astonishing Stories. Para Super Science Stories se pretendió insertar piezas extensas, mientras que Astonishing se centró en la ficción corta; Super Science Stories fue retitulado como Super Science Novels Magazine en marzo de 1941, lo que reflejaba esta política, pero después de solo tres números el título se cambió de nuevo a Super Science Stories.
| | Ene | Feb | Mar | Abr | May | Jun | Jul | Ago | Sep | Oct | Nov | Dic |
| --- | --- | --- | --- | --- | --- | --- | --- | --- | --- | --- | --- | --- |
| 1940 |     |     | 1/1 |     | 1/2 |     | 1/3 |     | 1/4 |     | 2/1 |     |
| 1941 | 2/2 |     | 2/3 |     | 2/4 |     |     | 3/1 |     |     | 3/2 |     |
| 1942 |     | 3/3 |     |     | 3/4 |     |     | 4/1 |     |     | 4/2 |     |
| 1943 |     | 4/3 |     |     | 4/4 |     |     |     |     |     |     |     |
| Números del primer ciclo de Super Science Stories. Se muestra en formato volumen/número. Los editores fueron: Frederik Pohl hasta agosto de 1941 y Alden H. Norton por el resto de números. |     |     |     |     |     |     |     |     |     |     |     |     |

En Popular no estaban seguros de las posibilidades de venta de los dos nuevos títulos y decidió publicarlos bajo su sello Fictioneers, que era usada para revistas de bajo costo. La primera edición de Super Science Stories se lanzó en marzo de 1940; la periodicidad fue bimensual, mientras que Astonishing Stories apareció en los meses alternos. En las memorias de Pohl, recuerda a Harry Steeger —uno de los propietarios de la empresa— analizando el presupuesto para Astonishing junto a él: «Doscientos setenta y cinco dólares para las historias. Cien dólares para el arte en blanco y negro. Treinta dólares por una portada». Para Super Science Stories Steeger le dio un adicional de $50 ya que contenía 16 páginas más, por lo que su presupuesto total fue de $455 por número. Pohl podía ofrecer solo medio centavo por palabra en ficción, muy por debajo de las tasas ofrecidas por las revistas líderes. Super Science Stories se vendió bien, a pesar de los limitados recursos Pohl: Popular era una editorial pulp importante y tenía una sólida red de distribución, lo que ayudó a la circulación. Steeger pronto aumentó el presupuesto de Pohl, con el fin de pagar bonos a las historias más populares. Pohl comentó más adelante que no estaba seguro de si los fondos adicionales realmente contribuyeron a que se remitieran a la revista historias de mayor calidad, aunque sí aseguró a Steeger que este aumento presupuestario mejoraría la revista. Una parte del dinero adicional fue a parar a Ray Cummings, un escritor de ciencia ficción de larga trayectoria que se reunía con Pohl para presentar su trabajo. Cummings se negó a vender por menos de un centavo por palabra; Pohl tenía algo de dinero extra disponible cuando Cummings lo visitó primera vez, y aunque no le gustaba el trabajo de éste, nunca fue capaz de rechazar las entregas de Cummings ni tampoco señalarle que no le podía pagar el precio que estaba pidiendo. Pohl comentó en sus memorias que «durante meses [Cummings] apareció con una regularidad de reloj, y me vendía una nueva historia; las odié todos, pero las compré todas».
Al reducir el espacio que necesitaba para llenar con ficción, Pohl logró estirar su presupuesto. Una larga columna de cartas ocupaba varias páginas —las que no requerían pagos— mientras que no insertó los anuncios de otras revistas de Popular. Algunos autores enviaban sus historias sin contar correctamente las palabras que contenían, y se lograron ahorros mediante el pago de las palabras efectivas de éstas, luego de un recuento de palabras realizadas por el autor o por el personal de Popular. El resultado fue un ahorro de entre cuarenta a cincuenta dólares por edición. Elementos recortables de ilustraciones en blanco y negro también se reutilizaron para llenar el espacio, dado que los usos múltiples de una misma obra no requería pagos adicionales a los artistas.
Hacia fines de 1940, Popular duplicó el sueldo de Pohl a veinte dólares por semana. En junio de 1941 Pohl visitó a Steeger con el fin de solicitar un nuevo aumento, con la intención de dimitir y trabajar como escritor free-lance si no tenía éxito. Steeger fue poco receptivo, y Pohl comentó más tarde: «Nunca he estado seguro de si renuncié o conseguí ser despedido». En lugar de reemplazar Pohl, Popular nombró editor en jefe a Alden H. Norton para agregar a las revistas dentro de sus responsabilidades. El acuerdo se prolongó durante siete meses, tras lo cual Norton pidió a Pohl que volviera como su asistente. Norton ofreció a Pohl treinta y cinco dólares a la semana como editor asociado, sustancialmente más que los veinte dólares a la semana que había recibido como editor, y Pohl aceptó fácilmente.
Pohl no era elegible para alistarse en el servicio militar debido a que estaba casado, pero a finales de 1942, su matrimonio terminó y decidió alistarse. Como el alistamiento voluntario estaba suspendido, fue incapaz de integrarse de forma inmediata el ejército, lo que finalmente sucedió el 1 de abril de 1943. Debido a la guerra, el papel era difícil de obtener por lo que Popular decidió cerrar la revista; el número final fue en abril de 1943, editado con la ayuda de Ejler Jakobsson.
| | Ene | Feb | Mar | Abr | May | Jun | Jul | Ago | Sep | Oct | Nov | Dic |
| --- | --- | --- | --- | --- | --- | --- | --- | --- | --- | --- | --- | --- |
| 1949 | 5/1 |     |     | 5/2 |     |     | 5/3 |     | 5/4 |     | 6/1 |     |
| 1950 | 6/2 |     | 6/3 |     | 6/4 |     | 7/1 |     | 7/2 |     | 7/3 |     |
| 1951 | 7/4 |     |     | 8/1 |     | 8/2 |     | 8/3 |     |     |     |     |
| Números del segundo ciclo de Super Science Stories. Se muestra en formato volumen/número. El editor fue Ejler Jakobsson. |     |     |     |     |     |     |     |     |     |     |     |     |

A finales de 1948, comenzó un segundo boom editorial de ciencia ficción y Popular decidió revivir la revista. Jakobsson más tarde recordaría haber escuchado sobre esto durante sus vacaciones, mientras nadaba en un lago, a cinco kilómetros de un teléfono: «Un niño en una bicicleta se acercó a la orilla y me gritó: 'Llame a su oficina'». Cuando llegó a un teléfono, Norton le dijo que la revista se relanzaría y que se le daría el cargo de editor. Damon Knight, que trabajaba para Popular en aquel tiempo, también trabajó como editor asistente en la revista, aunque no fue acreditado. La revista relanzada sobrevivió durante casi tres años, pero el mercado de las pulp era débil, y cuando Knight la dejó en 1950 para editar Worlds Beyond, Jakobsson no pudo mantener el apoyo dentro de Popular. Así, la publicación cesó tras la edición de agosto de 1951.

## Contenido y recepción
Debido a los bajos montos que se pagaban, las historias que se remitían a Super Science Stories en su primer año eran aquellas que generalmente ya se habían rechazado en otros lugares. Sin embargo, Pohl era un miembro de los Futurians, un grupo de fanes de ciencia ficción que incluía a Isaac Asimov, C.M. Kornbluth, Richard Wilson y Donald Wollheim, y que buscaban convertirse en escritores profesionales, por lo que también estaban dispuestos a enviar historias a Pohl. Los Futurians fueron prolíficos; en el primer año de Pohl como un editor compró un total de quince historias de éstos para las dos revistas. Pohl además contribuyó con material propio, usualmente en colaboración con uno o más de los Futurians. Particularmente después de su matrimonio con Doris Baumgardt en agosto de 1940, Pohl se dio cuenta de que su sueldo solo cubría el alquiler de su apartamento, por lo que comenzó a aumentar sus ingresos mediante la compra de sus propias historias, así como la venta a otras revistas. La primera historia de Pohl que se publicó, y que no fue una colaboración, fue The Dweller in the Ice que apareció en Super Science Stories en enero de 1941. Todas las historias que Pohl vendió se publicaron bajo seudónimos, aunque en realidad utilizó esta estrategia para todo lo que escribió hasta 1950.
El primer número, que se fechó en marzo de 1940, contenía Emergency Refueling, la primera historia que publicó James Blish, dos historias de John Russell Fearn —una bajo el seudónimo de Thornton Ayre—, ficción de Frank Belknap Long, Raymond Gallun, Harl Vincent and Dean O'Brien, y un poema de Kornbluth que se tituló The Song of the Rocket, bajo el seudónimo de Gabriel Barclay. La contribución más notable de Blish a la revista fue Sunken Universe, que apareció en el número de mayo de 1942 bajo el seudónimo de Arthur Merlín, y que más tarde formó parte de Surface Tension, una de las historias más populares de Blish. Otros escritores cuya primera historia apareció en Super Science Stories incluyen a Ray Bradbury, Chad Oliver, y Wilson Tucker. La primera venta de Bradbury, Péndulo, la compró Norton y apareció en el número de noviembre de 1941; la carrera de Tucker como escritor comenzó con Interstellar Way Station en mayo de 1941, y The Land of Lost Content de Oliver apareció en noviembre de 1950. Asimov apareció cuatro veces en la revista; sus aportes partieron con Robbie, la primera historia de la serie de los robots bajo el título Strange Playfellow.
Aunque la mayoría de las historias enviadas a Super Science Stories previamente se habían rechazado en mercados mejor remunerados como el de Astounding Science Fiction, Pohl recordó en sus memorias que John W. Campbell, el editor de Astounding, ocasionalmente descartaba alguna buena historia de un autor prolífico debido a que sentía que los lectores no querían ver a los mismos autores en cada edición. Como resultado Pohl fue capaz de imprimir en Super Science Stories Genus Homo de L. Sprague de Camp en marzo de 1941, además de Let There Be Light y Lost Legacy de Robert Heinlein en mayo de 1940 y noviembre de 1941 respectivamente: ambas son historias que en opinión de Pohl «se podían mirar bien desde cualquier lugar». Pohl también sugirió que Campbell rechazara algunas de las historias de Heinlein debido a que contenían referencias sexuales. Un par de lectores se quejaron: en una de las cartas que se enviaron a la revista se comentó: «Si usted va a seguir imprimiendo tales pseudosofisticadas tonterías preescolares como Let There Be Light, debe cambiar el nombre de la revista a Naughty Future Funnies».
El segundo ciclo de Super Science Stories incluyó algo de la ficción que apareció por primera vez en la reedición canadiense, que superó a su original estadounidense e imprimió once historias que se habían adquirido pero no se publicaron debido al cierre que Popular realizó de Super Science Stories y Astonishing a principios de 1943 . Entre éstas se encontraban The Black Sun Rises de Henry Kuttner, And Then – the Silence de Ray Bradbury y The Bounding Crown de James Blish. Desde mediados de 1950 se estableció una facción de reimpresiones. Esto atrajo algunas quejas de los lectores, con un corresponsal señaló que era particularmente irritante descubrir que Sunken Universe de Blish, la reproduce en el 11 1950 cuestión, era una historia mejor que el material original en la revista. La revista historias también una reimpresión de Famous Fantastic Mysteries Popular, que había adquirido de publicación Munsey en 1941.
Algunas de las historias originales se recibieron bien: por ejemplo, The Impossible de Ray Bradbury que apareció en noviembre de 1949, y más tarde se incluyó en el libro del mismo autor The Martian Chronicles, fue descrita por el historiador Raymond Thompson como un «obsesionante ... comentario sobre los intentos de un hombre para hacer realidad sus esperanzas y sueños en conflicto»; además, comentó positivamente sobre Terminal Quest, la primera historia de Poul Anderson que apareció en el último número de la revista en agosto de 1951, y sobre Exile of the Eons de Arthur C. Clarke que se publicó en marzo de 1950. John D. MacDonald también contribuyó con buen material.
Las reseñas de libros en la revista fueron de un estándar más alto que las existentes en otras partes del campo, y el historiador Paul Carter se refirió a Astonishing y Super Science Stories como el lugar donde «la crítica de libros, por primera vez comenzó a merecer el término 'crítica literaria'», y agregó que «fue en esas revistas donde comenzó la costumbre de prestar atención a la ciencia ficción en el cine y en el teatro». El trabajo de arte fue inicialmente aficionado, y aunque mejoró con los años, incluso mejores artistas como Virgil Finlay y Lawrence Stevens continuaron con la producción de representaciones estereotipadas de las mujeres a medio vestir amenazadas por robots o alienígenas. H.R. van Dongen, posteriormente un artista prolífico de portadas para Astounding, hizo su primera venta de una obra de ciencia ficción a Super Science Stories para la portada de la edición de septiembre de 1950.
El historiador de ciencia ficción Mike Ashley se refirió a Super Science Stories como marginalmente mejor que su compañero Astonishing, y agregó que «ambos son un testimonio de lo que un buen editor puede hacer con un pobre presupuesto». De acuerdo con los críticos Brian Stableford y Peter Nicholls, la revista «tuvo una mayor importancia a la historia de la ciencia ficción que la calidad de sus historias podrían sugierir; fue un campo de entrenamiento importante».

## Detalles bibliográficos
El primer ciclo de Super Science Stories la editó Frederik Pohl desde marzo de 1940 hasta agosto de 1941 —nueve ediciones— y Alden H. Norton desde noviembre de 1941 hasta mayo de 1943 —siete números—. Para el segundo ciclo, solo Ejler Jakobsson asumió el cargo de editor desde enero de 1949 hasta agosto de 1951. La casa editorial fue Popular Publications para ambas versiones, aunque el primero se publicó en la filial Fictioneers de Popular. El formato en ambos ciclos fue pulp.
Al momento del lanzamiento, la revista contenía 128 páginas a un precio de 15 centavos, el que aumentó a 20 centavos cuando tuvo 144 páginas en marzo de 1941, y otra vez a 25 centavos en mayo de 1943, aunque nuevamente tuvo 128 páginas. El segundo ciclo tuvo un precio de 25 centavos y 112 páginas en todos sus números. El título fue Super Science Stories en ambas etapas, a excepción de tres números que se publicaron entre marzo y agosto de 1941, y que se titularon Super Science Novels Magazine. La numeración del volumenfue completamente regular, con siete volúmenes de cuatro números y un volumen final de tres números. La periodicidad fue bimensual durante los primeros ocho números —desde marzo de 1940 hasta mayo de 1941—, para transformarse en trimestral.
| | Ene | Feb  | Mar | Abr  | May | Jun  | Jul | Ago  | Sep | Oct  | Nov | Dic  |
| --- | --- | ---- | --- | ---- | --- | ---- | --- | ---- | --- | ---- | --- | ---- |
| 1942 |     |      |     |      |     |      |     | 1/1  |     | 1/2  |     | 1/3  |
| 1943 |     | 1/4  |     | 1/5  |     | 1/6  |     | 1/7  |     | 1/8  |     | 1/9  |
| 1944 |     | 1/10 |     | 1/11 |     | 1/12 |     | 1/13 |     | 1/14 |     | 1/15 |
| 1945 |     | 1/16 |     | 1/17 |     | 1/18 |     | 1/19 |     | 1/20 |     | 1/21 |
| Números de la versión canadiense Super Science Stories. Se muestra en formato volumen/número. El editor fue Alden H. Norton. |     |      |     |      |     |      |     |      |     |      |     |      |

En febrero de 1941 Canadá prohibió la importación de revistas pulp, y varias editoriales de Estados Unidos respondieron mediante el establecimiento de ediciones canadienses de sus títulos. Popular lanzó una edición canadiense de Astonishing Stories en enero de 1942, que duró tres números bimensuales y reimprimió dos números de Astonishing y un ejemplar de Super Science Stories. Con el tema de agosto de 1942 el nombre cambió a Super Science Stories, y la numeración se reinició con el volumen 1 número 1; como resultado la revista es usualmente listada por los bibliógrafos como una publicación separada del Astonishing canadiense, pero en muchos aspectos fue una directa continuación. El precio fue 15 centavos en todas las ediciones, que duró 21 números regulares bimensuales en un solo volumen, la última edición fue en diciembre de 1945. Fue publicado por la filial en Toronto de Popular Publications, y el editor fue como Alden H. Norton.
Cada número de la edición canadiense correspondió a una edición de Astonishing o Super Science: por ejemplo, los dos primeros números construyeron su contenido desde Super Science Stories de febrero de 1942 y Astonishing de junio de 1942, respectivamente. Este patrón continuó durante diez números; el siguiente, en abril de 1944, contuvo varias reimpresiones de las ediciones de Estados Unidos, pero también se incluyeron dos historias originales que no habían aparecido en ninguna parte —éstos se habían adquirido para la revista estadounidense y se mantenían en el inventario. Un total de once de estas historias originales aparecieron en la Super Science Stories canadiense. Más tarde, los números de la revista incluyeron varias reimpresiones de Famous Fantastic Mysteries; en tácito reconocimiento de la nueva fuente de material, el título se cambió a Super Science and Fantastic Stories desde el número de diciembre de 1944. El trabajo de arte se tomó prácticamente desde las revistas estadounidenses de Popular, aunque algunas nuevas aparecieron, probablemente de artistas canadienses. No había otra presencia de Canadá: la página de cartas por ejemplo, contenía misivas de la edición de Estados Unidos.
| | Ene | Feb | Mar | Abr | May | Jun | Jul | Ago | Sep | Oct | Nov | Dic |
| --- | --- | --- | --- | --- | --- | --- | --- | --- | --- | --- | --- | --- |
| 1949 |     |     |     |     |     |     |     |     |     | 1   |     |     |
| 1950 |     | 2   |     |     |     | 3   |     |     | 1   |     |     |     |
| 1951 | 2   |     |     | 3   |     | 4   |     | 5   |     |     | 6   |     |
| 1952 |     |     | 7   |     |     | 8   | 9   |     | 10  |     | 11  |     |
| 1953 |     | 12  |     | 13  |     | 14  |     |     |     |     |     |     |
| Números de las dos ediciones británicas de Super Science Stories. Se muestra en formato volumen/número. |     |     |     |     |     |     |     |     |     |     |     |     |

En 1949, cuando el segundo ciclo de Super Science Stories en Estados Unidos comenzó, otra edición canadiense apareció, pero esta fue idéntica en contenido a la versión estadounidense. También aparecieron dos reimpresiones británicas del segundo ciclo a partir de octubre de 1949. El primero lo publicó Thorpe & Porter; los números, que no se fecharon ni numeraron, aparecieron en octubre de 1949 y en febrero y junio de 1950. Los contenidos fueron extraídos desde los números estadounidenses de enero de 1949, noviembre de 1949 y enero de 1950 respectivamente; cada uno tuvo 96 páginas a un precio de 1/-. La segunda reedición la publicó Pemberton; tuvo 64 páginas y nuevamente no se fechó, mientras que el precio fue 1 / -.
Los números británicos son versiones abreviadas de las ediciones estadounidenses —tanto de la primera como de la segunda etapa—, mientras que los títulos de las historias no se modificaron, por lo que todos se titularon Super Science Stories, excepto para el número de mayo de 1953, que se tituló Super Science Novels Magazine.
| Número         | Fecha británica de lanzamiento | Número estadounidense correspondiente |
| -------------- | ------------------------------ | ------------------------------------- |
| 1 (sin número) | octubre de 1949                | enero de 1949                         |
| 2 (sin número) | febrero de 1950                | noviembre de 1949                     |
| 3 (sin número) | junio de 1950                  | enero de 1950                         |
| 1              | septiembre de 1950             | abril de 1949                         |
| 2              | enero de 1951                  | septiembre de 1950                    |
| 3              | abril de 1951                  | noviembre de 1950                     |
| 4              | junio de 1951                  | enero de 1951                         |
| 5              | agosto de 1951                 | abril de 1951                         |
| 6              | noviembre de 1951              | junio de 1951                         |
| 7              | March 1952                     | agosto de 1951                        |
| 8              | junio de 1952                  | mayo de 1943                          |
| 9              | julio de 1952                  | febrero de 1943                       |
| 10             | septiembre de 1952             | agosto de 1942                        |
| 11             | noviembre de 1952              | noviembre de 1942                     |
| 12             | febrero de 1953                | mayo de 1942                          |
| 13             | abril de 1953                  | mayo de 1941                          |
| 14             | junio de 1953                  | noviembre de 1941                     |